# Lubid
Lubid, también conocida como Lubic,  es una isla situada en el mar de Joló. Forma parte del Archipiélago Cuyo (Islas de Cuyos), un grupo de cerca de 45 islas situadas al noreste de la isla  de Paragua, al sur de Mindoro y Panay. 
Administrativamente Lubid es uno de los 17 barrios que forman el municipio de Cuyo perteneciente a la provincia de Paragua en Filipinas.
Pertenece a este barrio la isla de Cauayán situada 14 km al norte.

## Geografía
Esta isla se encuentra situada 29 km al noroeste de Bisucay.
La zona horaria  es UTC/GMT+8.

## Demografía
La isla de Lubid contaba  en mayo de 2010 con una población de 960 habitantes.